# 1040-1049
De jaren 1040-1049 (van de christelijke jaartelling) zijn een decennium in de 11e eeuw.

## Belangrijke gebeurtenissen

### Heilig Roomse Rijk
- 1041 : Sámuel Aba verdrijft Peter Orseolo van de Hongaarse troon.
- 1042 : Verdrag van Regensburg. Hertog Břetislav I van het hertogdom Bohemen onderwerpt zich aan de rooms-Duitse koning Hendrik III.
- 1044 : Slag bij Menfö. Met hulp van de rooms-Duitse koning Hendrik III herovert Peter Orseolo zijn troon. Sámuel Aba wordt gevangengenomen en geëxecuteerd.
- 1044 : Gozelo I van Lotharingen sterft. Hendrik III vindt dat hertogdom opnieuw moet worden gesplitst. Godfried II van Lotharingen krijgt Opper-Lotharingen, zijn broer Gozelo II, Neder-Lotharingen. Godfried II komt in opstand en wordt gevangengezet.
- 1046 : Gozelo II sterft. Hendrik III schenkt Neder-Lotharingen aan Frederik van Luxemburg.
- 1047 : Godfried II komt opnieuw in opstand en krijgt steun van graaf Dirk IV van Holland en Boudewijn V van Vlaanderen. Godfried verliest en zijn hertogdom wordt geschonken aan Adalbert van Lotharingen.
- 1048 : Adalbert wordt vermoord, hij wordt opgevolgd door zijn broer Gerard
- 1049 : Graaf Dirk IV wordt door de bisschoppen van Metz, Luik en Utrecht in de val gelokt en gedood.

### Engeland
- 1040 : Koning Harold I van Engeland sterft. Zijn halfbroer Hardeknoet, koning van Denemarken volgt hem op.
- 1042 : Hardeknoet sterft, hij wordt opgevolgd door zijn andere halfbroer, Eduard de Belijder.

### Byzantijnse Rijk
- 1040 : Stefan Vojislav van Duklja komt succesvol in opstand tegen de Byzantijnen. Ook andere Servische gebieden sluiten zich aan bij zijn rijk, dat bestaat van 1040 tot 1052.
- 1041 : Kort voor zijn dood adopteert keizer Michaël IV Paphlagon, Michaël V Kalaphates als zijn opvolger.
- 1042 : Michaël V maakt het nogal te bont. Keizerin Zoë Porphyrogenita en haar zus Theodora III nemen het roer over. Zoe trouwt voor een derde maal. Constantijn IX Monomachos wordt de nieuwe keizer.
- 1045 : De Byzantijnen veroveren Ani, de hoofdstad van het koninkrijk Bagratid Armenië.
- 1048 : Met steun van Constantijn IX is de Heilig Grafkerk terug opgebouwd.

### Zuid-Italië
- 1042 : De Noorman Willem met de IJzeren Arm wordt graaf van Apulië.

### Christendom
- 1046 : Synode van Sutri. De Duitse koning Hendrik III zet drie rivaliserende pausen af, paus Benedictus IX, paus Silvester III en paus Gregorius VI. Hij benoemt bisschop Suidger van Bamberg tot paus Clemens II, die prompt Hendrik tot keizer kroont.

### Azië
- 1040 : Slag bij Dandanaqan. De Seltsjoeken verslaan de Ghaznaviden en veroveren grotendeels Perzië.

## Kunst en cultuur
- Keizer Hendrik III laat de Keizerpalts Goslar herbouwen.

## Heersers

### Europa
- Lage Landen
  - Bergen: Herman (1039-1050)
  - Midden-Friesland: Bruno II van Brunswijk (1038-1057)
  - West-Frisia: Dirk IV (1039-1049), Floris I (1049-1061)
  - Hamaland: Gozelo I van Verdun (1023-1044), Godfried II van Lotharingen (1044-1046), Gerard II Flamens (1046-1052)
  - Neder-Lotharingen: Gozelo I (1023-1044), Gozelo II (1044-1046), Frederik van Luxemburg (1046-1065)
  - Leuven: Otto (1038-1041, onzeker), Lambert II (1038/1041-1054)
  - Luik: Nithard (1039-1042), Waso (1042-1048), Dietwin (1048-1075)
  - Luxemburg: Hendrik II (1026-1047), Giselbert (1047-1059)
  - Namen: Albrecht II (1031-1062)
  - Utrecht: Bernold (1027-1054)
  - Valencijn: Reinier van Hasnon (1045-1047)
  - Vlaanderen: Boudewijn V (1035-1067)
  - Wassenberg: Gerard I Flamens (1021-1042), Gerard II Flamens (1042-1052)

- Duitsland (Heilige Roomse Rijk): Hendrik III (1039-1056)
  - Bar: Sophia (1033-1093)
  - Beieren: Hendrik VI (1027-1042, 1047-1049), Hendrik VII (1042-1047), Koenraad I (1049-1053)
  - Bohemen: Břetislav I (1035-1055)
  - paltsgraafschap Bourgondië: Reinoud I (1026-1057)
  - Gulikgouw: Gerard II (1029-1081)
  - Istrië: Poppo I (1012-1044), Ulrich I van Weimar (1045-1070)
  - Karinthië en Verona: keizer Hendrik III (1039-1047), Welf III (1047-1055)
  - Kleef: Rutger I (ca. 1033-1050)
  - Opper-Lotharingen: Gozelo I (1033-1044), Godfried II (1044-1047), Adalbert (1047-1048), Gerard (1048-1070)
  - Meißen: Ekhard II (1038-1046), Willem IV van Weimar (1046-1062)
  - Noordmark: Bernard II van Brandenburg (1018-1044), Willem van Brandenburg (1044-1056)
  - Oostenrijk: Adalbert (1018-1055)
  - Saksen: Bernhard II (1011-1059)
  - Weimar: Willem IV (1039-1070)
  - Zwaben: keizer Hendrik III (1038-1045), Otto II (1045-1048), Otto III (1048-1057)

- Frankrijk: Hendrik I (1031-1060)
  - Angoulême: Godfried (1032-1048), Fulco (1048-1089)
  - Anjou: Fulco III (987-1040), Godfried II (1040-1060)
  - Aquitanië: Willem VII (1039-1058)
  - Armagnac: Bernard II (1011-1063)
  - Blois en Dunois: Theobald III (1037-1089)
  - Boulogne: Eustaas I (1033-1049), Eustaas II (1049-1088)
  - hertogdom Bourgondië: Robert I (1031-1076)
  - Chalon: Theobald (1039-1065)
  - Chiny: Lodewijk II (1025-1066)
  - Dammartin: Odo (1037-1061)
  - Eu: Gilbert van Brionne (1015-1040), Willem I (1040-?)
  - Foix: Rogier I (1034-1064)
  - Gascogne: Bernard II van Armagnac (1039-1062)
  - Mâcon: Otto II (1004-1049), Godfried (1049-1065)
  - Maine: Hugo IV (1036-1051)
  - La Marche: Bernard I (1005-1047), Adelbert II (1047-1088)
  - Nevers en Auxerre: Reinoud I (1016/1028-1040), Willem I (1040-1098)
  - Normandië: Willem de Bastaard (1035-1087)
  - Penthièvre: Odo I (1035-1079)
  - Provence: Fulco (1018-1051), Godfried I (1018-1062), Emma (1037-1062)
  - Toulouse: Pons (1037-1060)
  - Troyes en Meaux: Stefanus II (1037-ca.1047), Odo II (1047-1066)
  - Valois - Rudolf IV (1038-1074)
  - Vendôme: Godfried I (1032-1056)
  - Vermandois: Otto (1010-1045), Herbert IV (1045-1080)
  - Vexin en Amiens: Wouter III (1035-1063)

- Iberisch schiereiland:
  - Aragon: Ramiro I (1035-1063)
  - Barcelona: Raymond Berengarius I (1035-1076)
  - Leon en Castilië: Ferdinand I (1037-1065)
  - Navarra: Garcia III (1035-1054)
  - Portugal: Mendo Nunes (1028-1050)
  - Toledo: Al-Zahir (1035-1043), Al-Ma'mun (1043-1075)
  - Valencia: Abd al-Aziz al-Mansur (1021-1061)

- Groot-Brittannië en Ierland
  - Engeland: Harold I (1035-1040), Hardeknoet (1040-1042), Eduard de Belijder (1042-1066)
  - Deheubarth: Hywel ab Edwin (1033-1044), Gruffydd ap Rhydderch (1047-1055)
  - Gwynedd en Powys: Gruffydd ap Llywelyn (1039-1063)
  - Schotland: Duncan I (1034-1040), Macbeth (1040-1057)

- Italië
  - Apulië - Willem I (1042-1046), Drogo (1046-1051)
  - Benevento: Pandulf III (1033-1051), Landulf VI (1038-1051)
  - Monferrato: Willem III (991-1042), Hendrik (1042-1044), Otto II (1044-1084)
  - Napels: Johannes V (1036-1050)
  - Savoye: Humbert Withand (1003-1048), Amadeus I (1048-?)
  - Sicilië: Abdallah (1037-1040), Hasan as-Samsam (1040-1053)
  - Toscane: Bonifatius III (1027-1052)
  - Venetië (doge): Domenico Flabanico (1032-1043), Domenico I Contarini (1043-1071)

- Scandinavië
  - Denemarken: Hardeknoet (1035-1042), Magnus I van Noorwegen (1042-1047), Sven II (1047-1076)
  - Noorwegen: Magnus I (1035-1047), Harald III (1047-1066)
  - Zweden: Anund Jacob (1022-1050)

- Balkan
  - Byzantijnse Rijk: Michaël IV Paphlagon (1034-1041), Michaël V (1041-1042), Zoë (1042), Theodora III (1042), Constantijn IX (1042-1055)
    - tegenkeizer: Georgios Maniakes (1042-1043)
    - Bulgaarse opstand: Peter Deljan (1040-1041), Alusianus (1041)

  - Dioclitië: Stefan Vojislav (1040-1052)
  - Kroatië: Stefanus I (1030-1058)

- Bretagne: Alan III (1008-1040), Conan II (1040-1066)
- Hongarije: Peter Orseolo (1038-1041, 1044-1046), Sámuel Aba (1041-1044), Andreas I (1047-1061)
- Kiev: Jaroslav de Wijze (1019-1054)
- Polen: Casimir I (1039-1058)

### Azië
- China (Song): Renzong (1022-1063)
  - Liao: Xingzong (1031-1055)
  - Westelijke Xia: Jingzong (1038-1048), Yizong (1048-1068)
- Georgië: Bagrat IV (1027-1072)
- Ghaznaviden (Perzië): Masud I (1030-1041), Mohammed (1041), Mawdud (1041-1048), Masud II (1048), Ali (1048-1049), Abd al-Rashid (1049-1052)
- India
  - Chalukya: Jayasimha II (1015-1042), Someshvara I (1042-1068)
  - Chola: Rajendra I (1012-1044), Rajadhiraja I (1044-1054)
- Japan: Go-Suzaku (1036-1045), Go-Reizei (1045-1068)
- Kahuripan (Java): Erlangga (1019-1042)
- Karachaniden:
  - oostelijk: Ebu Shuca Sulayman (1034-1056)
  - westelijk: Tamghach Khan Ibrahim (ca. 1040-1068)
- Khmer-rijk (Cambodja): Suryavarman I (1006-1050)
- Korea (Goryeo): Jeongjong (1034-1046), Munjong (1046-1083)
- Seltsjoeken: Togrul Beg (1037-1063)
- Vietnam: Ly Thai Tong (1028-1054)

### Afrika
- Almoraviden (Marokko): Yahya ibn Umar al-Lamtuni (1042-1043), Abdallah ibn Yasin (1043-1055)
- Fatimiden (Egypte): Abu Tamil Ma'ad al-Mustansir (1036-1094)
- Maghrawaden (Fez): Hammama (1038-1040), Abou Attaf Donas Ibn Hamama (1040-1059)
- Ziriden (Tunesië): al-Muizz ibn Badis (1016-1062)

### Religie
- paus: Benedictus IX (1032-1044, 1045-1046, 1047-1048), Silvester III (1045), Gregorius VI (1045-1046), Clemens II (1046-1047), Damasus II (1048), Leo IX (1049-1054)
- patriarch van Alexandrië (Grieks): Georgius II (1020-1052)
- patriarch van Alexandrië (koptisch): Sjenoeda II (1032-1046), Christodolus (1047-1077)
- patriarch van Antiochië (Grieks): Petrus III (1028-1051)
- patriarch van Antiochië (Syrisch): Dionysius IV Yahya (1034-1044), Johannes VIII (1049-1057)
- patriarch van Constantinopel: Alexius I Studites (1025-1043), Michaël I Cerularius (1043-1058)
- katholikos-patriarch van Geheel Georgië: Melkisedek I (1039-1045), Okropir II (1045-1049), Ekvtime I (1049-1055)
- kalifaat van Bagdad (Abbasiden): Al-Qa'im I (1031-1075)

- aartsbisdom Bremen-Hamburg: Adalbrand (1035-1043), Adalbert I (1043-1072)
- aartsbisdom Canterbury: Eadsige (1038-1050)
- aartsbisdom Keulen: Herman II (1036-1056)
- aartsbisdom Maagdenburg: Hunfried (1023-1051)
- aartsbisdom Reims: Guido van Châtillon (1033-1055)
- aartsbisdom Trier: Poppo van Babenberg (1016-1047), Everhard (1047-1066)

<< · 1040 · 1041 · 1042 · 1043 · 1044 · 1045 · 1046 · 1047 · 1048 · 1049 · >>
<< · 1000-1009 · 1010-1019 · 1020-1029 · 1030-1039 · 1040-1049 · 1050-1059 · 1060-1069 · 1070-1079 · 1080-1089 · 1090-1099 · >>